# Torre de Quintela (Ponte da Barca)
A Casa da Torre de Quintela é uma casa nobre localizada na freguesia de Nogueira, no município de Ponte da Barca, em Portugal.
Foi construída no século XVII a partir de uma torre quinhentista.
A partir de 1850/70 esteve desabitada cerca de 120 anos, sendo reconstruida e reinaugurada em 1977.
Possui uma capela dedicada a São Francisco de Assis.